# Ploski Cove
Die Ploski Cove (englisch; bulgarisch залив Плоски saliw Ploski) ist eine 1 m breite und 0,9 km lange Bucht an der Nordostküste von Tower Island im Palmer-Archipel westlich der Antarktischen Halbinsel. Sie liegt nordwestlich des Traverso Point.
Deutsche und britische Wissenschaftler kartierten sie 1996 gemeinsam. Die bulgarische Kommission für Antarktische Geographische Namen benannte sie 2010 nach der Ortschaft Ploski im Südosten Bulgariens.